# Manny Albam
Manny Albam (Samana, 24 juni 1922 – Croton-on-Hudson, 2 oktober 2001) was een Amerikaanse jazzsaxofonist, -componist, -arrangeur, producent en docent.

## Biografie
Albam kwam als kind naar New York, ging daar naar de middelbare school en begon in 1940 altsaxofoon te spelen, voordat hij wisselde naar de baritonsaxofoon. In de jaren 1940 werkte hij bij o.a. met Muggsy Spanier (1941), Bob Chester (1942), Georgie Auld (1942 tot 1945), Boyd Raeburn, Bobby Sherwood, Sam Donahue (1947), Herbie Fields en Charlie Barnet (1948/49). Hij neigde naar swing en bop en werkte vanaf 1950 als arrangeur voor bigbandleiders als Count Basie, Stan Kenton en Woody Herman, maar ook voor een groot aantal kleinere jazzformaties, zoals die van Terry Gibbs. Hij nam in de jaren 1950 een aantal albums op. De bekendste waren de twee albums The Jazz Greats of Our Time, Vol. 1 & 2 met Nick Travis, Art Farmer, Conte Candoli, Jack Sheldon, Harry Sweets Edison, Charlie Mariano, Bill Holman, Richie Kamuca, Pepper Adams, Gerry Mulligan, Hank Jones, Shelly Manne, gecreëerd in twee sessies, elk in New York en Los Angeles. Zijn album Jazz New York, waaraan ook de jonge Bill Evans deelnam, baarde eind jaren 1950 opzien.
In de latere jaren verlegde hij zijn activiteiten naar lesgeven en filmmuziek. Hij gaf les aan de Eastman School of Music. In 1966 richtte hij met Sonny Lester en Phil Ramone het United Artists Records-sublabel Solid State Records op, dat bestond tot 1969. Na het afronden van zijn onderwijsactiviteiten in de jaren 1990, werkte hij weer als componist en arrangeur o.a. voor Hank Jones en het Meridian String Quartet, de SDR Big Band in Stuttgart, Joe Lovano's project Celebrating Sinatra met kamerorkest en voor zangeres Nancy Marano met het Nederlandse Metropole Orkest.

## Overlijden
Manny Albam overleed in oktober 2001 op 79-jarige leeftijd.

## Discografie

### Als leader
- 1956: The Drum Suite (RCA Victor)
- 1956: The Jazz Workshop (RCA Victor)
- 1957: Manny Albam and the Jazz Greats of Our Time Vol. 1 (Coral)
- 1958: Sophisticated Lady (Coral)
- 1958: The Jazz Greats of Our Time Vol. 2 (Coral)
- 1958: The Blues Is Everybody's Business (Coral)
- 1960: Double Exposures (Top Rank)
- 1960: West Side Story (Vocalion)
- 1962: Jazz Goes to the Movies (Impulse! Records)
- 1966: Brass on Fire (Solid State)
- 1966: The Soul of the City (Solid State)

### Als arrangeur
Met Count Basie
- 1954: Dance Session Album #2 (Clef Records)
- 1954: Basie (Clef)

Met Kenny Clarke-Francy Boland Big Band
- 1968: Latin Kaleidoscope (MPS Records)

Met Al Cohn
- 1955: Mr. Music (RCA Victor)
- 1955: The Natural Seven (RCA Victor)
- 1955: That Old Feeling (RCA Victor)
- 1955:Four Brass One Tenor (RCA Victor)

Met José Feliciano
- 1972: José Feliciano Sings (RCA)

Met Curtis Fuller
- 1962: Cabin in the Sky (Impulse!)

Met Freddie Green
- 1955: Mr. Rhythm (RCA Victor)

Met Coleman Hawkins
- 1956: The Hawk in Paris (Vek)
- 1962: Desafinado (Impulse!)

Met Groove Holmes
- 1974: New Groove (Groove Merchant)

Met O'Donel Levy
- 1972: Breeding of Mind (Groove Merchant)
- 1973: Dawn of a New Day (Groove Merchant)
- 1974: Simba (Groove Merchant)

Met Jimmy McGriff
- 1966: The Big Band (Solid State)
- 1967: A Bag Full of Blues (Solid State)

Met Joe Newman
- 1956: Salute to Satch (RCA Victor)
- 1956: I Feel Like a Newman (Storyville Records)

Met Freda Payne
- 1964: After the Lights Go Down Low and Much More!!! (Impulse!)

Met Oscar Peterson
- 1965: Met Respect to Nat (Verve)

Met Buddy Rich
- 1974: The Roar of '74 (RCA)

Met Zoot Sims
- 1962: New Beat Bossa Nova (Colpix Records)

Met Dakota Staton
- 1973: I Want a Country Man (Groove Merchant)

Met Eddie 'Cleanhead' Vinson
- 1957: Clean Head's Back in Town (Bethlehem)

Met Dionne Warwick
- 1968: Dionne Warwick in Valley of the Dolls (Scepter)